# 罗卜藏丹巴
罗卜藏丹巴（？—1691年），清朝后藏扎什伦布寺济仲喇嘛，出身藏族。
罗卜藏丹巴原为扎什伦布寺堪布（一说孜仲）。乾隆五十六年（1691年），廓尔喀率军劫掠扎什伦布寺，八月二十日他借以占卜之名妄称神的旨意不可抗击敌人，让喇嘛们不要专心守御，相继离去，导致扎什伦布寺被劫掠。十二月，乾隆帝谕旨，命福康安在各噶伦和各大寺庙喇嘛面前将他处决。